# Rhinonicteris
Rhinonicteris is een geslacht van vleermuizen uit de familie der Rhinonycteridae dat voorkomt in Australië, waar het vertegenwoordigd wordt door een levende soort (R. aurantia) en een fossiele (R. tedfordi). Naast R. tedfordi zijn er in het Mioceen van Riversleigh mogelijk nog meer fossiele soorten. De recente populatie uit de Pilbara vertegenwoordigt mogelijk een aparte soort. Dit geslacht wordt soms incorrect aangeduid als "Rhinonycteris". Het is verwant aan Brachipposideros, een fossiel geslacht, en aan een clade van Cloeotis, Coelops, Paracoelops en Archerops. Samen vormen deze zes geslachten de tribus Rhinonicterini, die aparte subtribus omvat voor Rhinonicteris en Brachipposideros (Rhinonicterina) en voor de overige geslachten (Coelopina).